# Iwano-Frankiwski College Wychowania Fizycznego
Iwano-Frankiwski College Wychowania Fizycznego (ukr. Івано-Франківський коледж фізичного виховання, ІФКФВ) – ukraińska sportowa szkoła średnia i wyższa w Iwano-Frankowsku. Uczelnia została założona 7 czerwca 1940 roku jako Stanisławski Technikum Kultury Fizycznej (ukr. Станіславський технікум фізичної культури, СТФК), a od 9 listopada 1962 po zmianie nazwy miasta nazywał się Iwano-Frankiwski Technikum Kultury Fizycznej (ukr. Івано-Франківський технікум фізичної культури, ІФТФК). W Szkole Średniej uczą się dzieci X-XI klasów. Nauka kończy się egzaminami państwowymi (maturą). Absolwenci również potem mogą kontynuować naukę w Szkole Wyższej na 3-letnich studiach. Po ukończeniu III roku studiów student otrzymuje tytuł młodszego specjalisty (licencjata). W 1993 roku uczelnia została włączona do składu Halickiego Regionalnego Kompleksu Nauczania i Nauki przy Lwowskim Państwowym Uniwersytecie Kultury Fizycznej.  1 kwietnia 2013 uczelnia została przekształcona w Iwano-Frankiwski College Wychowania Fizycznego.

## Struktura
Oddziały (ukr. - відділи):
- boks,
- gimnastyka sportowa,
- lekkoatletyka,
- koszykówka,
- narciarstwo,
- piłka nożna,
- pływanie,
- podnoszenie ciężarów,
- siatkówka,
- tenis stołowy,
- zapasy.

## Znani absolwenci
- Roman Łejbiuk – biegacz narciarski, olimpijczyk (2002, 2006, 2010).
- Jewhen Prystupa – doktor nauk pedagogicznych (1996), profesor, rektor Lwowskiego Uniwersytetu Kultury Fizycznej (od 2007).
- Petro Sawczuk – zasłużony trener Ukrainy w piłce nożnej, 3-krotny zdobywca Pucharu ZSRR "Złoty Kłos" wśród drużyn wiejskich.
- Roman Wirastiuk – miotacz kulą, wicemistrz Europy 1994.
- Wasyl Wirastiuk – miotacz kulą i profesjonalny strongman, dwukrotny Mistrz Świata Strongman w latach 2004 i 2007, mistrz Europy IFSA Strongman 2007.